# Iglesia de Santa Tecla (Silifke)
La Iglesia rupestre de Santa Tecla (en turco Aya Tekla Kilisesi) es el nombre de unas ruinas de una antigua iglesia subterránea situada en la Provincia de Mersin en Turquía. Fue también un gran centro de peregrinación cristiana en el siglo IV.

## Ubicación
Está situada a 4 km al sur de Silifke (antiguamente Seleikos). Para llegar desde Silifke, por la carretera D-400 y en el desvío de la D-750 seguir hacia el sur durante 3,6 km, tomar el desvío a la derecha y hacia el norte por la Ayatekla sokak (calle) y seguir durante 1,2 km hasta llegar.

## Historia
La historia comienza con la llegada de Santa Tecla  a la zona. Ella era una de las más fieles seguidoras de San Pablo, que fue el más ferviente predicador de la fe cristiana en el siglo I d. C.
A la muerte de Pablo, Santa Tecla escapó milagrosamente y se refugió en esta cueva hasta su muerte durante 72 años.
En los años posteriores, la cueva fue considerada un lugar sagrado y secreto por los cristianos hasta que en el año 312 d. C. se estableció como lugar de culto cristiano clandestino.
Entre los años 460 a 470 d. C. fue construida una iglesia en su honor por el emperador bizantino Zenón, así como varios edificios a su alrededor.
Probablemente la gran mayoría de las construcciones sucumbieron ante el terremoto del año 526 que afectó a toda la Anatolia y que se cree pudo ser de grado 9 en la escala sismológica de Mercalli.

## Descripción
Actualmente puede verse la cueva que supuestamente contiene los restos de la santa, también los baños que están ahora en ruinas y son el único elemento que sigue en pie, parte del ábside de la iglesia, cisternas repartidas por varias zonas y restos de la muralla.

## Controversia
Al menos tres lugares reclaman ser el sitio donde descansan los restos de Santa Tecla: Aya Tekla en la provincia de Mersin de Turquía, El monasterio de Mar Taqla en Maalula de Siria y en Roma.

## Imágenes

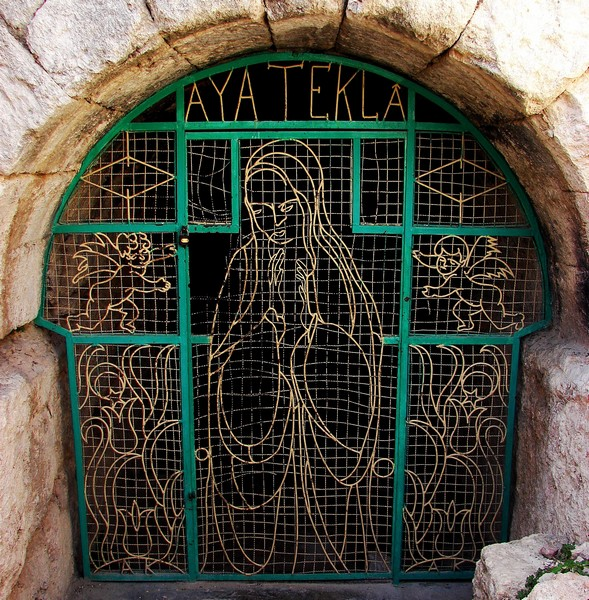
Entrada de la cueva
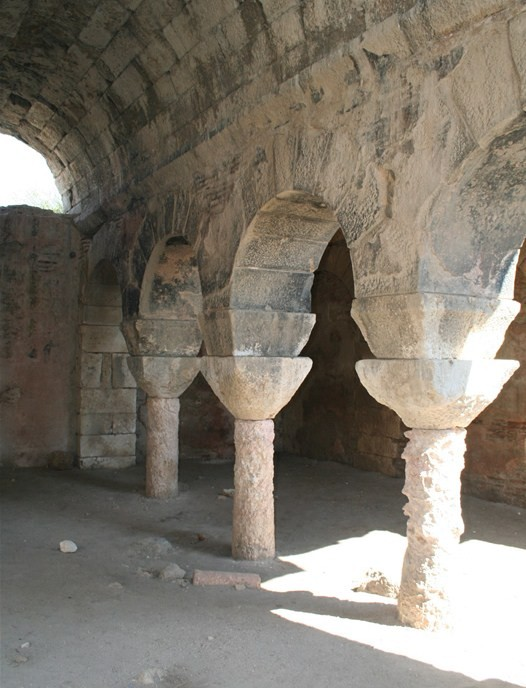
Baños